# Joseph Niklaus Bütler
Joseph Niklaus Bütler (getauft als Josephus Nicolaus Gallus Bütler am 16. Oktober 1822 in Küssnacht am Rigi; † 20. Januar 1885 in Düsseldorf) war ein Schweizer Landschaftsmaler der Düsseldorfer Schule.

## Leben

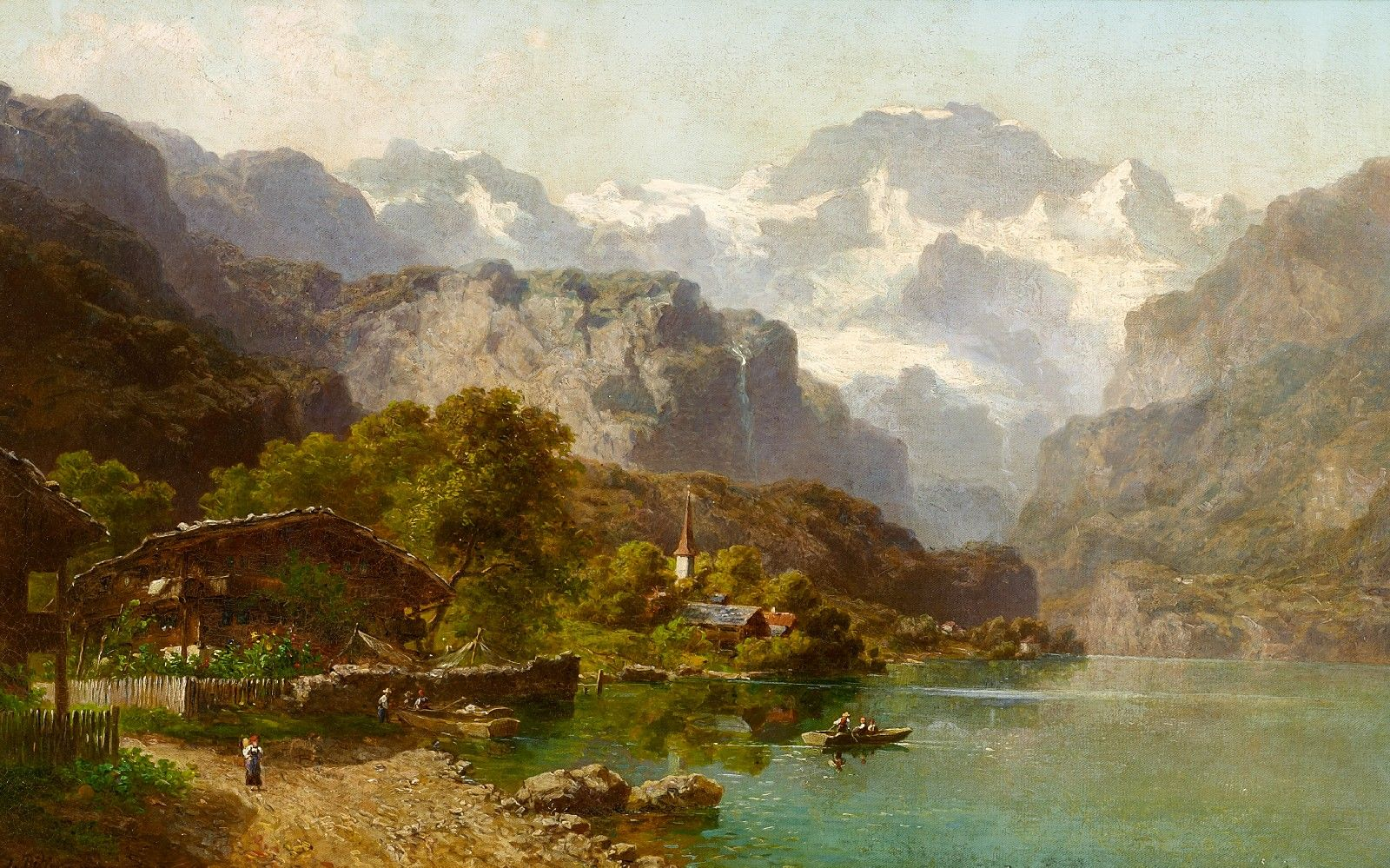
Am Thuner See

Joseph Niklaus Bütler wurde als Sohn des Kunstmalers Niklaus Bütler und der Anna Maria Trutmann in Küssnacht am Rigi geboren. Seine erste künstlerische Ausbildung erhielt er von seinem Vater. Nach 1840 begann er in Luzern seine reiche Tätigkeit, wo seine Familie kurz vorher Wohnsitz nahm. 1852 bis 1853 besuchte er die Klasse des Landschaftsmalers Johann Wilhelm Schirmer an der Kunstakademie in Düsseldorf. Nach einer kurzen Rückkehr nach Luzern, die finanziellen Problemen geschuldet war, nahm er ab 1858 Wohnsitz in Düsseldorf. Für kurze Zeit übersiedelte auch sein Bruder, der Maler Anton Bütler, zu ihm nach Düsseldorf.
Während seiner Zeit in Düsseldorf widmete er sich ausschliesslich der Landschaftsmalerei, besonders den Sujets der Schweizer Alpenwelt, die er in spätromantischer Auffassung als heroische Landschaft idealisierte. Bütler fasste die Bergwelt, die er wie Schirmer mit großer Fernsicht darstellte, im Sinne von Jean-Jacques Rousseau als „unverfälschte Natur“ und als „Hort der Freiheit“ auf, wobei er nach Naturstudien entwickelte Details wiederholt in seinen Werken wiedergab, oft als paysage intime im Vordergrund seiner Kompositionen.
1868 vermählte er sich mit Sophie Antonia Jungheim, der Schwester seines Malerfreundes Carl Jungheim. Von 1859 bis 1884 gehörte Bütler des Düsseldorfer Künstlerverein Malkasten an. In Düsseldorf nahm er an den Ausstellungen des Kunstvereins für die Rheinlande und Westfalen teil. Außerdem beschickte er viele Ausstellungen in der Schweiz.